# Dentelle Renaissance
La dentelle Renaissance aussi appelée dentelle au lacet est une des particularités de la dentelle d'Arlanc et fait partie de la catégorie des dentelles à l'aiguille. Dans la dentelle à l’aiguille, structure et décors se construisent simultanément et sont indissociables alors que la dentelle Renaissance utilise un élément préfabriqué : le lacet. Celui-ci constitue l’ossature de l’ouvrage, il détermine les principales lignes du motif. Les points exécutés à l’aiguille viennent remplir les vides entre les lacets et sont essentiellement décoratifs.

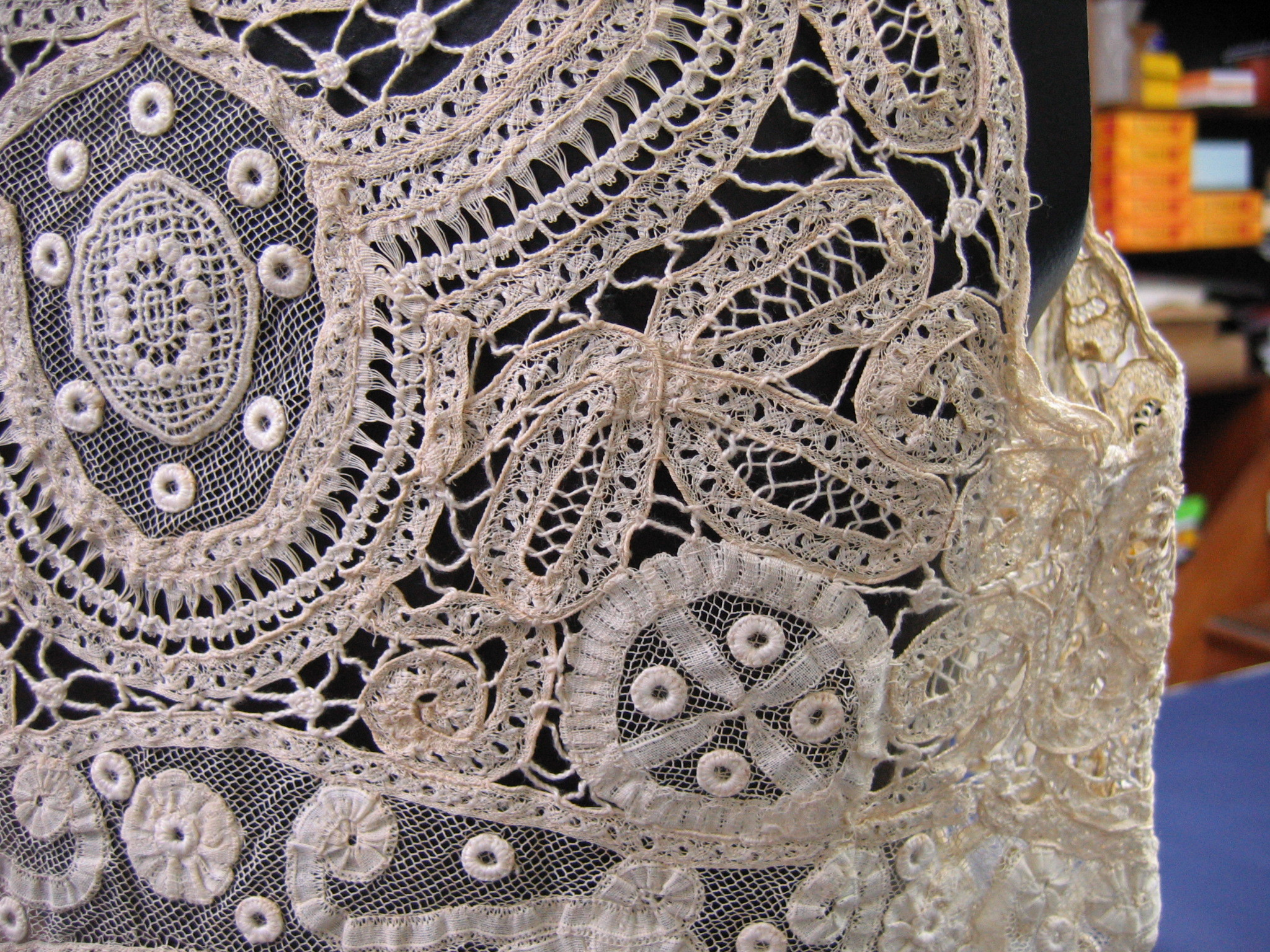
Dentelle Renaissance

## Historique
La dentelle Renaissance n'apparaît que vers la fin du XIXe siècle à Arlanc. La légende raconte que vers 1875, un marchand de dentelle, Emile Chabrier décide de former ses ouvrières à une nouvelle technique de dentelle. Cette nouvelle technique, c'est sa femme, Anne-Marie Rabain qui l'as apprise lors de sa scolarité dans une école religieuse de Clermont-Ferrand et c'est la dentelle Renaissance ou dentelle au lacet. 
Cette technique devient rapidement populaire et la fabrique Chabrier connait le succès notamment entre 1900 et 1920. Malheureusement l'entreprise ne parvient pas à surmonter la crise de 1929 qui a entraîné un déclin des industries de luxe et l'établissement se reconvertit donc dans la confection militaire. 
Aujourd'hui la technique de la dentelle Renaissance a complètement disparue. Seule la dentelle aux fuseaux est encore présente à Arlanc. 

## Technique

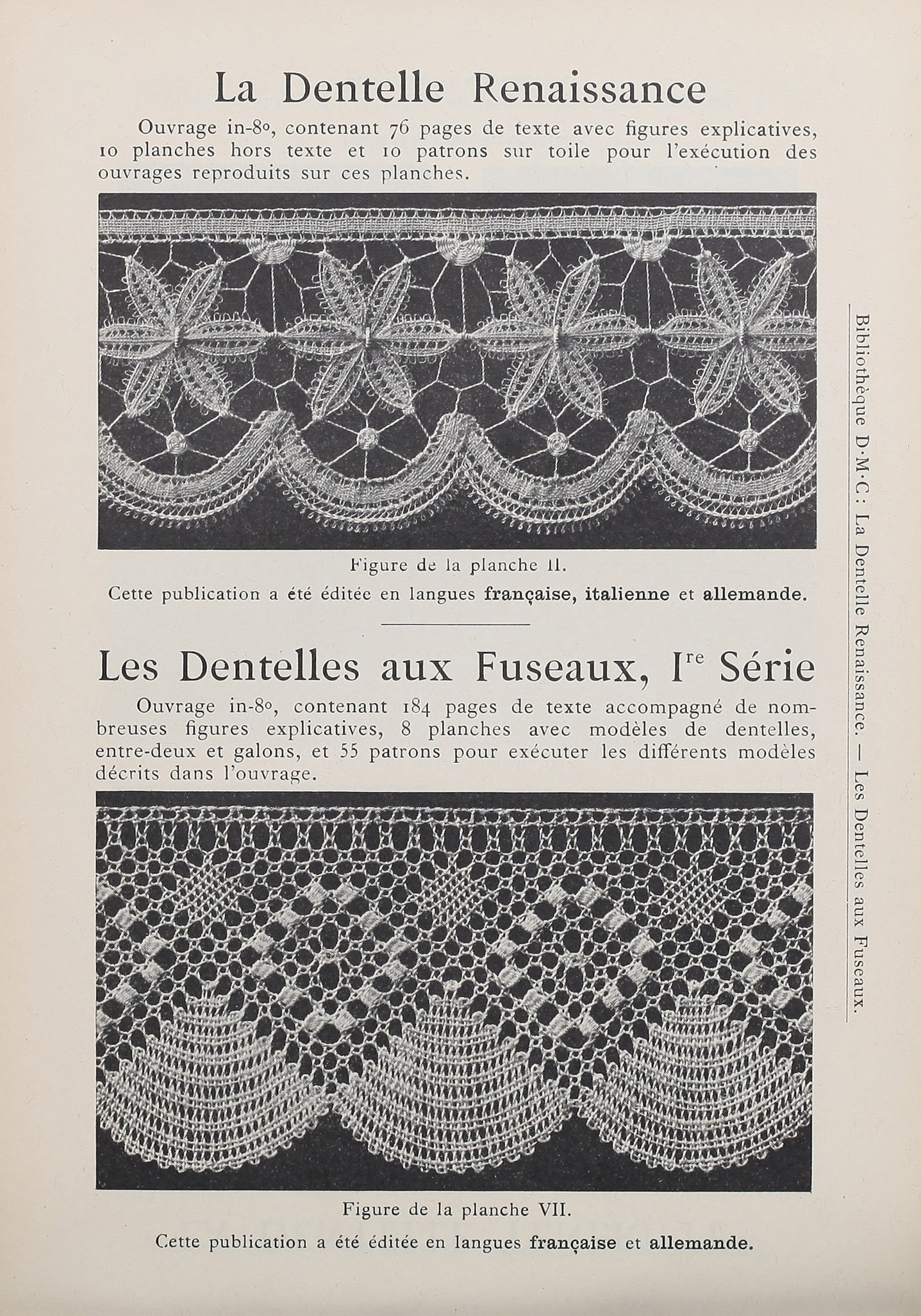
Dentelle Renaissance

Le lacet utilisé dans la dentelle renaissance est une bande de tissu fine qui peut être décorée.   
Comme pour la réalisation de n'importe quelle dentelle, la dentelle Renaissance débute par un dessin sur papier. Ensuite, la dentellière va coudre un lacet directement sur le dessin en suivant les formes et les contours. Une fois cette étape finie, la dentellière va réaliser des points afin de combler les espaces entre les lacets, les points dans la dentelle Renaissance servent essentiellement de remplissage entre les lacets, ils sont décoratifs. Le premier rang de points de remplissage s'appuie donc sur le lacet et chaque rang sert de support au suivant. Une fois la dentelle terminée, il suffit de couper les fils qui maintiennent les lacets au dessin.

## Référtences
1. ↑  Alain Bordet, Dentelles et guipures du pays d’Arlanc, « Auvergne, Velay, Forez », St-Just-la-Pendue, 2005, 254 p.
2. ↑  Pierre-François Aleil, Le Musée Régionale Auvergne à Riom, « Introduction aux civilisations traditionnelles de l’Auvergne », Clermont-Ferrand, 1973, p. 53-55p.
3. 1 2  Brunet Marceline, Ceroni Brigitte et Leclercq Jean-Paul, Canton et dentelles d’Arlanc, « Puy-de-Dôme », Clermont-Ferrand, 1989, 58 p.
4. ↑  Alain Bordet, Histoire dentelle aux fuseaux et dentelle à l’aiguille d’Arlanc, Ambert, 2017, 131 p.